# Gaspar Trinxant i Romero
Gaspar Trinxant i Romero   (Barcelona, 1 de novembre de 1921 - valor desconegut) fou un futbolista català de la dècada de 1940.
Jugava d'interior dret.
Les seves primeres passes les donà a CE Arenys (1940-41), CE Europa, Nàstic de Tarragona, CF Mollet i CD Leridano. Destacà com a jugador de la UE Sant Andreu durant quatre temporades entre 1943 i 1947. Les seves bones actuacions el portaren a fitxar pel RCD Espanyol la temporada 1947-48, però només arribà a disputar 2 partits a primera divisió.
Posteriorment destacà al CF Badalona, amb qui jugà durant dues temporades a segona divisió. També defensà els colors de CE Júpiter i UE Poble Nou (1951-52).